# Плетньов Володимир Юрійович
Володи́мир Ю́рійович Плетньо́в (1999—2022) — старший солдат ОЗСП «Азов». Кавалер ордена «За мужність» ІІІ ступеня.

## Життєпис
Народився 12 вересня 1999 в місті Харків. Навчався в міській загальноосвітній школі № 37. Після школи вступив на історичний факультет Харківського національного педагогічного університету ім. Григорія Сковороди, який закінчив у 2020 році.
З початком війни на сході в 2014 році хотів піти добровольцем, проте довелося чекати повноліття. Тоді Володимир брав участь у виїздах в зону АТО та волонтерських акціях.
У 2019 році долучився до «Азова». Був кулеметником у розвідці (ГРСП). Маючи також навички медика, був одним з найкращих бійців підрозділу.
Старший солдат. 24 лютого 2022 зазнав осколкових поранень у голову внаслідок артилерійського обстрілу під час виконання бойового завдання в районі н.п. Мангуш Донецької області. 25 лютого 2022 помер у лікарні № 2 м. Маріуполь.